# Joachimstraße 10/12 (Bonn)

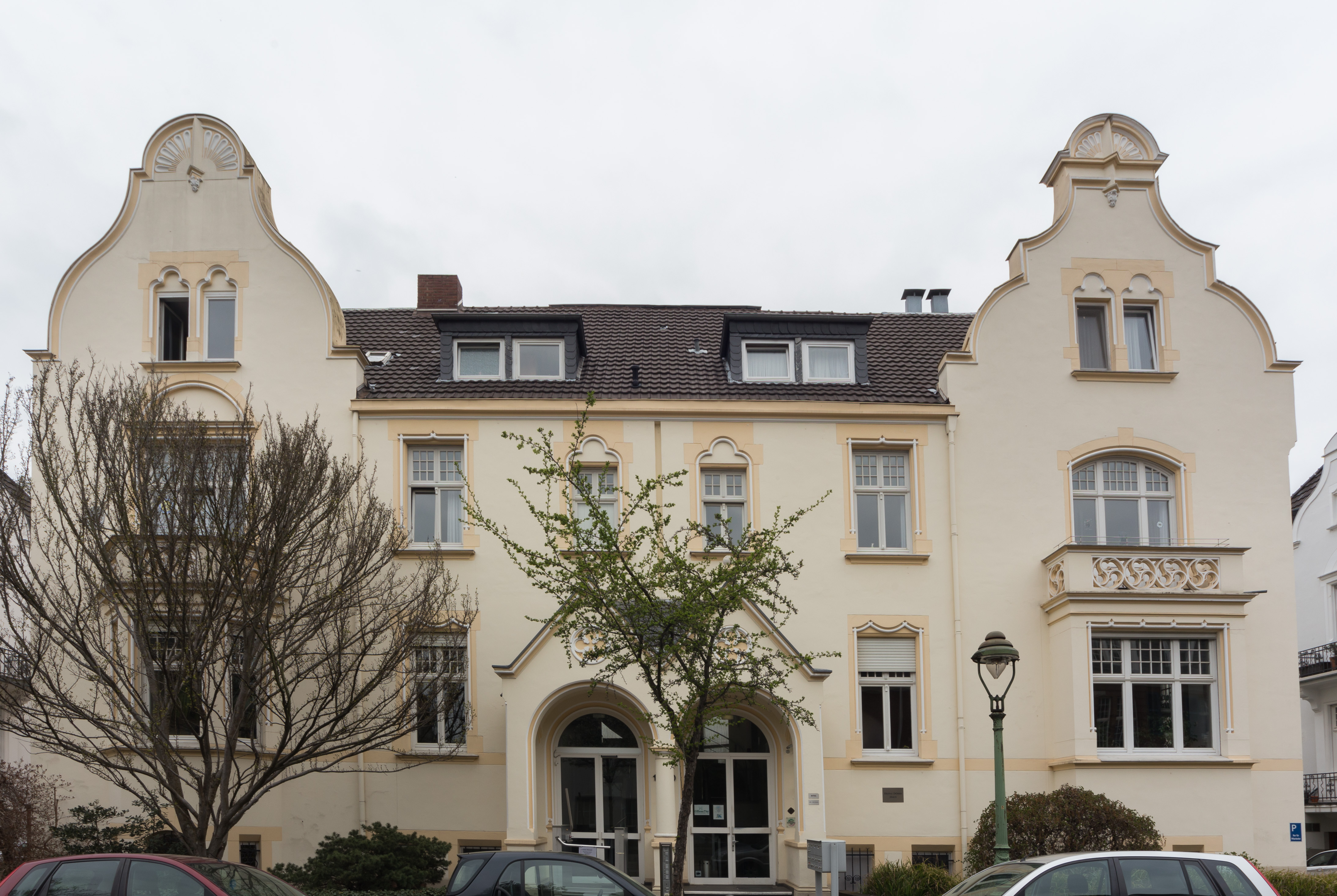
Doppelvilla Joachimstraße 10/12 (2013)

Das Gebäude Joachimstraße 10/12 (heute Heinz-Dörks-Haus genannt) ist eine Doppelvilla im Bonner Ortsteil Gronau, die 1896 errichtet wurde. Sie liegt am Rande der Südstadt an der Joachimstraße westlich der Adenauerallee (Bundesstraße 9). Der äußere Baukörper steht unter Denkmalschutz.

## Geschichte
Die Doppelvilla entstand gemeinsam mit den Gebäuden Joachimstraße 6–8 und 14–16 für den Bauherrn Carl Ebbinghaus nach einem Entwurf aus dem Architekturbüro Kayser & von Großheim. Von 1898 bis 1900 war im Haus Joachimstraße 10 Friedrich Wilhelm Prinz von Preußen während seines Studiums an der Universität Bonn wohnhaft.
1948/49 war die westliche Halbvilla (Joachimstraße 12) Sitz des Verbindungsstabs der Vereinigten Staaten und die östliche (Joachimstraße 10; ursprünglich Wohnsitz des Großindustriellen Alfred Soennecken) des der französischen Republik beim Parlamentarischen Rat. Nach Inkrafttreten des Besatzungsstatuts wurden die Verbindungsbüros Teil der französischen und amerikanischen Hochkommissionen – deren Zentralen sich im Gegensatz zur Joachimstraße nicht in Nähe des Parlaments- und Regierungsviertels befanden – und dienten als Sitz der sogenannten liaison officers (Verbindungsoffiziere), die einen informellen Kontakt zu deutschen Regierungsmitgliedern, Bundestagsabgeordneten und Pressevertretern hielten. Während die amerikanische Verbindungsstelle bis 1953 an die Zitelmannstraße 8 umzog, blieb die französische in der Doppelvilla ansässig.
Spätestens ab 1953 bis Mitte der 1960er-Jahre war in dem Haus Joachimstraße 10 das Büro Bonner Berichte des Bundesministeriums für gesamtdeutsche Fragen beheimatet. 1967 erfolgte ein umfangreicher Umbau des Gebäudes, im Zuge dessen die vormals eigenständigen Häuser Joachimstraße 8 und 10 durch Entfernung der trennenden Brandmauer zusammengelegt und mit einem gemeinsamen Treppenhaus und Fahrstuhl ausgestattet, sämtliche Grundrisse verändert sowie rückwärtige Baukörper abgebrochen und neugebaut wurden. Später (Stand: 1977–79) war in der Doppelvilla als Ganzes das Katholische Militärbischofsamt beheimatet, eine dem Bundesministerium der Verteidigung nachgeordnete Bundesoberbehörde für die Militärseelsorge. 1985 wurde eine im Gebäude eingerichtete Kapelle erweitert. Die Eintragung der Doppelvilla in die Denkmalliste der Stadt Bonn erfolgte am 10. Juni 1996.
Das Gebäude ist heute unter dem Namen „Heinz-Dörks-Haus“ Sitz einer gemeinnützigen Gesellschaft zur Förderung der Integration von Behinderten, die dort einen Qualifizierungsbetrieb unterhält. Es wird als „Haus der vielen Generationen“ bezeichnet, dient als allgemeine Veranstaltungsstätte und seit 2007 auch als Seniorentreffpunkt.